# Rudolf Schäfer (peintre)
Pour les articles homonymes, voir Eckstein.
Rudolf Schäfer (né le 16 septembre 1878 à Altona an der Elbe, mort le 25 octobre 1961 à Rotenburg (Wümme)) est un peintre et illustrateur allemand inspiré par le protestantisme.

## Biographie
Rudolf Schäfer est le troisième enfant du théologien Theodor Schäfer (de) (1846-1914) et de son épouse Christiane Berg ; sa mère meurt en 1889. Son père épouse plus tard Cornelia Siemssen. Son grand-père est le réformateur social Johann Peter Schäfer (de).
Schäfer est élève du Gymnasium  d'Altona, qu'il quitte avant l'abitur pour suivre une formation de peintre. C'est pour cette raison qu'il étudie à l'académie des beaux-arts de Munich auprès du professeur Gabriel von Hackl en 1897-1898 et à l'académie des beaux-arts de Düsseldorf de 1898 à 1906. À Munich, il devient membre de la Fédération Wingolf (de) en 1897. En 1907, il entreprend un voyage de plusieurs mois à Rome. En 1909, il est membre fondateur de l'Association des artistes d'Altona (de), qu'il quitte en 1914. À partir de 1911, il vit à Rotenburg (Wümme) (alors Rotenburg in Hannover), où la même année il achète une maison sur la Große Straße, dans laquelle il emménage un an plus tard. Il est marié à Maria Lutze (1886-1958), fille d'un pasteur. Le mariage donne naissance à quatre filles et un fils.

## Œuvre

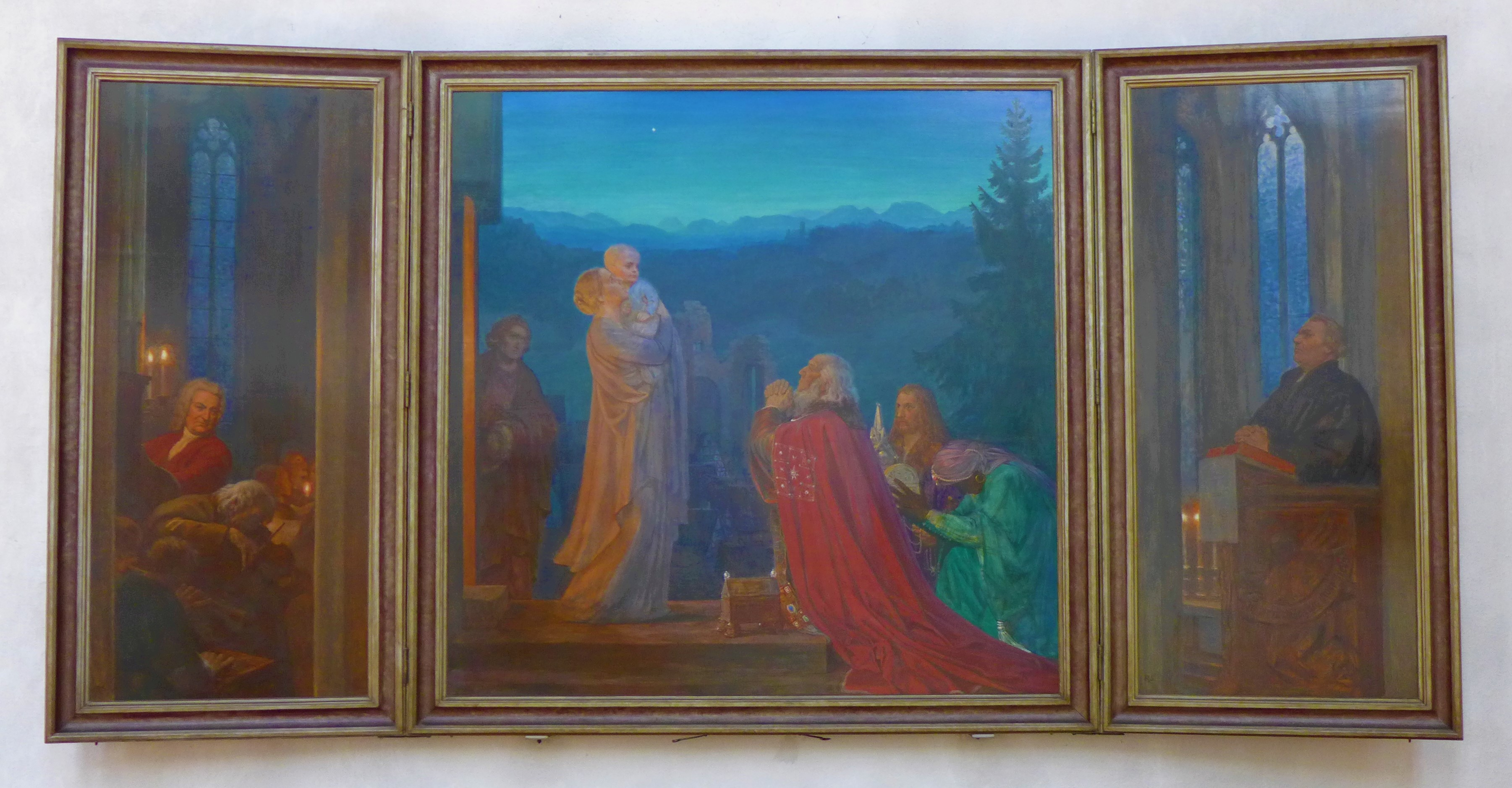
Triptyque L'Adoration de l'Enfant Jésus par les Mages: à gauche : Jean-Sébastien Bach, à droite : Martin Luther

Grâce au travail pastoral de son père (notamment à la tête de l'institution des diaconesses d'Altona), Schäfer se familiarise très tôt avec les idées religieuses. Depuis le milieu des années 1920, il est considéré par les théologiens comme une autorité en matière d'art ecclésiastique. Il travaille principalement pour l'Église protestante et n'exécute jamais de contrats gouvernementaux. Sa première grande commande est la peinture de l'église Zum Guten Shepherden de l'Institut évangélique luthérien des diaconesses de Rotenburg (Wümme) en 1912.
La plus grande partie de son travail est la conception d'espaces sacrés. En outre, Schäfer crée des autels muraux, des peintures individuelles, des peintures murales, des dessins de galeries, des crucifix, des vitraux d'églises, des fonts baptismaux et des vêtements décoratifs. Il produit des cycles et des équipements d'histoire du salut spécifiquement pour les institutions de diaconesses. Les mosaïques de la basilique Saint-Clément-du-Latran, de la basilique Santi Cosma e Damiano, de l'église Santa Costanza et de la Basilique Santa Prassede à Rome constituent les sources d'images les plus importantes.
L'évaluation de son art oscille entre le fait d’être considéré comme « l'incarnation de l’art chrétien allemand dans le sillage de Dürer » et l’hypothèse qu'il s'agit d'un art populaire avec une tendance au kitsch ecclésiastique. Schäfer se considère comme un artiste luthérien qui considère que sa tâche consiste à enseigner aux croyants à travers des images.